# Jotapa (królowa Emesy)
Jotapa (ur. ok. 20 p.n.e.) − księżniczka Kommageny, córka króla Mitrydatesa III i Jotapy I, królowa Emesy jako żona Sampsigeramusa II.
Jotapa była księżniczką Kommageny. Żyła na przełomie I w. p.n.e. i I w. n.e. Była jedną z córek króla Mitrydatesa III. Prawdopodobnie wychowywała się w Samosacie. Poślubiła syryjskiego władcę Emesy Sampsigeramusa II. Małżeństwo miało czwórkę dzieci: Azizosa, Sohemusa, Jotapę i Julię Mesę. Z zachowanej inskrypcji z czasów Sampsigeramusa II wiadomo, iż król i królowa byli szczęśliwą parą.